# ズリエル・トンギアタマ
ズリエル・トンギアタマ（Zuriel Togiatama、1999年2月3日 - ）は、スーパーラグビー・パシフィックフィジアン・ドゥルアに所属するラグビー選手。

## プロフィール
- ニュージーランド・オークランド出身[1]。
- ポジションはフッカー(HO)。
- 身長 183cm、体重 109kg
- フィジー代表キャップは3（2024年3月現在）でラグビーワールドカップ2023のフィジー代表に選ばれた[2]。

## 略歴
カウンティー・マヌカウを経て、2022年、フィジアン・ドゥルアに加入。